# Stazione meteorologica di Trieste Istituto di Scienze Marine
La stazione meteorologica di Trieste Istituto di Scienze Marine è la stazione meteorologica di riferimento per il Consiglio Nazionale delle Ricerche relativa al centro della città di Trieste.

## Storia
La stazione meteorologica, originariamente ubicata presso Villa Basevi in un'area del centro cittadino con caratteristiche maggiormente continentali rispetto all'attuale sede, venne attivata nel 1841.
Nel 1920 venne deciso lo spostamento della sede dell'Istituto di Scienze Marine e della stazione meteorologica con tutti i relativi strumenti di rilevamento.

## Caratteristiche
La stazione meteorologica, gestita dal CNR, si trova nell'Italia nord-orientale, nel Friuli-Venezia Giulia, nel comune di Trieste, alle coordinate geografiche 45°38′36.26″N 13°45′12.77″E a 9 metri s.l.m., presso la sede dell'Istituto di Scienze Marine.
L'attuale ubicazione è rimasta invariata a partire dal 1920. Il sensore termometrico è collocato all'interno di una capannina lignea posizionata nel giardino dell'Istituto di Scienze Marine ad un'altezza di 11 metri s.l.m., così come il pluviometro tradizionale.
Gli altri strumenti sono invece collocati alla sommità della torretta dell'edificio ad un'altezza di 45 metri s.l.m.; l'osservatorio meteorologico è dotato anche di igrometro, barometro e anemometro.

## Medie climatiche ufficiali

### Dati climatologici 1971-2000
In base alle medie climatiche del trentennio 1971-2000, le più recenti in uso, la temperatura media del mese più freddo, gennaio, è di +5,7 °C, mentre quella del mese più caldo, luglio, è di +24,0 °C; la temperatura media annua si attesta a +14,5 °C.
Le precipitazioni medie annue si attestano a 986,3 mm, con minimo relativo in inverno, picco massimo in autunno e massimo secondario in estate per gli accumuli totali stagionali.
| Trieste Istituto di Scienze Marine (1971-2000) | Mesi | Mesi | Mesi | Mesi | Mesi | Mesi | Mesi | Mesi | Mesi  | Mesi  | Mesi  | Mesi | Stagioni | Stagioni | Stagioni | Stagioni | Anno  |
| Trieste Istituto di Scienze Marine (1971-2000) | Gen  | Feb  | Mar  | Apr  | Mag  | Giu  | Lug  | Ago  | Set   | Ott   | Nov   | Dic  | Inv      | Pri      | Est      | Aut      | Anno  |
| ---------------------------------------------- | ---- | ---- | ---- | ---- | ---- | ---- | ---- | ---- | ----- | ----- | ----- | ---- | -------- | -------- | -------- | -------- | ----- |
| T. max. media (°C)                             | 7,6  | 8,8  | 12,2 | 16,1 | 21,3 | 24,8 | 27,6 | 27,2 | 22,8  | 17,6  | 12,2  | 8,8  | 8,4      | 16,5     | 26,5     | 17,5     | 17,3  |
| T. min. media (°C)                             | 3,8  | 4,2  | 6,8  | 9,9  | 14,5 | 17,8 | 20,4 | 20,3 | 16,7  | 12,6  | 8,0   | 4,9  | 4,3      | 10,4     | 19,5     | 12,4     | 11,7  |
| Precipitazioni (mm)                            | 59,3 | 51,1 | 62,4 | 81,8 | 81,7 | 95,3 | 66,7 | 91,2 | 102,7 | 107,6 | 100,6 | 85,9 | 196,3    | 225,9    | 253,2    | 310,9    | 986,3 |

## Valori estremi

### Temperature estreme mensili dal 1921 ad oggi
Nella tabella sottostante sono riportate le temperature massime e minime assolute mensili, stagionali ed annuali registrate presso l'attuale sede dal 1921 ad oggi, con il relativo anno in cui queste sono state registrate. La massima assoluta del periodo esaminato di +37,5 °C registrati nell'agosto 2017, mentre la minima assoluta di -14,3 °C è del febbraio 1929.
| Trieste Istituto di Scienze Marine (1921-2023) | Mesi         | Mesi         | Mesi        | Mesi        | Mesi        | Mesi        | Mesi        | Mesi        | Mesi        | Mesi        | Mesi        | Mesi        | Stagioni | Stagioni | Stagioni | Stagioni | Anno  |
| Trieste Istituto di Scienze Marine (1921-2023) | Gen          | Feb          | Mar         | Apr         | Mag         | Giu         | Lug         | Ago         | Set         | Ott         | Nov         | Dic         | Inv      | Pri      | Est      | Aut      | Anno  |
| ---------------------------------------------- | ------------ | ------------ | ----------- | ----------- | ----------- | ----------- | ----------- | ----------- | ----------- | ----------- | ----------- | ----------- | -------- | -------- | -------- | -------- | ----- |
| T. max. assoluta (°C)                          | 18,2 (1932)  | 20,7 (1990)  | 23,5 (1968) | 29,0 (2018) | 32,0 (1953) | 35,6 (2002) | 37,2 (1921) | 37,5 (2017) | 33,7 (1973) | 27,4 (1942) | 22,0 (1927) | 17,8 (2016) | 20,7     | 32,0     | 37,5     | 33,7     | 37,5  |
| T. min. assoluta (°C)                          | −11,6 (1947) | −14,3 (1929) | −6,6 (1971) | 0,7 (1929)  | 3,9 (1957)  | 8,3 (2001)  | 11,1 (1962) | 11,0 (1995) | 6,9 (1977)  | 2,0 (1946)  | −1,6 (1941) | −8,3 (1939) | −14,3    | −6,6     | 8,3      | −1,6     | −14,3 |